# Opiumwet
De Opiumwet (Opw) is een Nederlandse wet uit 1928 die een eerdere Opiumwet uit 1919 verving. De naam van de wet dateert uit de tijd dat opium de belangrijkste drug was waartegen de wet zich richtte.  De Opiumwet is vele malen gewijzigd. 
In de Opiumwet wordt sinds 1976 onderscheid gemaakt tussen harddrugs (lijst I, artikel 2 en 10) en softdrugs (lijst II, artikel 3 en 11).  
In beide gevallen is het in beginsel verboden om middelen die op de lijst staan:
- binnen of buiten het grondgebied van Nederland te brengen (smokkelen)
- te telen, te bereiden, te verwerken, te verkopen, af te leveren, te verstrekken of te vervoeren
- aanwezig te hebben
- te vervaardigen.

Op 17 maart 2003 vond een belangrijke wijziging plaats in artikel 8. Deze wijziging behelst dat het mogelijk is dat cannabis beschikbaar is voor onderzoek en voor toepassing bij patiënten. Hierdoor mogen onderzoekers en apotheken bepaalde stoffen (grondstoffen en bereidingen) in bezit hebben. Zij worden echter verplicht deze stoffen correct op te bergen (in een speciale, afsluitbare ruimte) en een zeer nauwkeurige administratie bij te houden. In de praktijk worden verder coffeeshops in bepaalde gevallen gedoogd, maar dit staat niet in de wet. Het in de handel brengen van producten die onder de Opiumwet vallen is dus strafbaar. Het gedoogbeleid wordt geregeld in de instructie van het Openbaar Ministerie, de zogeheten 'Richtlijnen voor het opsporings- en strafvorderingsbeleid inzake strafbare feiten van de Opiumwet'. De Opiumwet zelf is met slechts 15 artikelen tamelijk beknopt. 
Op een delict uit de Opiumwet staat maximaal twaalf jaar gevangenisstraf, in geval van opzettelijk importeren of exporteren van harddrugs.   
De lijsten kunnen bij Algemene Maatregel van Bestuur worden gewijzigd, na voorlegging aan de beide Kamers. Elk van de Kamers kan bepalen dat de wijziging geregeld dient te worden bij wet.
Er zijn in Nederland ook een Opiumwetbesluit en een Uitvoeringsregeling Opiumwet van kracht, die praktische zaken regelen middels een ministeriële regeling.

## Legalisatie gebruik
De Opiumwet verbiedt productie, aanwezig hebben en verkoop van harddrugs. Daarentegen staat gebruik van harddrugs niet in de Opiumwet. Gemeentes kunnen het gebruik zelf verbieden door het op te nemen in de Algemene Plaatselijke Verordening (APV). Legalisatie van gebruik is derhalve te realiseren door het verbod uit de APV te schrappen. Op deze wijze wordt het gebruik zelf niet langer gecriminaliseerd.